# Kathinka Engel
Kathinka Engel (* 27. August 1986) ist eine deutsche Autorin und Lektorin.

## Leben
Kathinka Engel wuchs in München und Augsburg auf und studierte nach dem Abitur an der Ludwig-Maximilians-Universität in München Allgemeine und vergleichende Literaturwissenschaft und Skandinavistik. Sie war jahrelang als Übersetzerin und Lektorin für verschiedene Verlage im In- und Ausland tätig, bevor sie 2018 mit dem Schreiben eigener Romane begann. Ihr Debüt Finde mich. Jetzt erschien 2019 im Piper Verlag und schaffte sofort den Sprung auf die Spiegel-Bestsellerliste.
Gemeinsam mit der Drehbuchautorin und Produzentin Helena Hofmann gründete sie 2020 das Mentoringprogramm „Einfach Schreiben“, das schreibbegeisterten Jugendlichen die Grundlagen des kreativen Schreibens näherbringt.

## Werke
- Finde mich. Jetzt. (Finde mich 1), Piper, München 2019, ISBN 978-3-492-06171-1
- Halte mich. Hier. (Finde mich 2), Piper, München 2019, ISBN 978-3-492-06172-8
- Liebe mich. Für immer. (Finde mich 3), Piper, München 2020, ISBN 978-3-492-06173-5
- Love is Loud – Ich höre nur dich. (Love is 1), Piper, München 2020., ISBN 978-3-492-06224-4
- Love is Bold – Du gibst mir Mut. (Love is 2), Piper, München 2020, ISBN 978-3-492-06225-1
- Love is Wild – Uns gehört die Welt. (Love is 3), Piper, München 2020, ISBN 978-3-492-06226-8
- Where the Roots Grow Stronger. (Shetland Love 1), Piper, München 2021, ISBN 978-3-492-06291-6
- Where the Waves Rise Higher. (Shetland Love 2), Piper, München 2021, ISBN 978-3-492-06292-3
- Where the Clouds Move Faster. (Shetland Love 3), Piper, München 2022, ISBN 978-3-492-06293-0
- Fühle mich. Unendlich. (Finde mich 4), Piper München 2022, ISBN 978-3-492-06348-7
- This is Our Time. (Hollywood Dreams 1), Piper München 2023, ISBN 978-3-492-06411-8
- This is Our Life. (Hollywood Dreams 2), Piper München 2023, ISBN 978-3-492-06412-5
- Das Ende von gestern ist der Anfang von morgen., Lübbe Köln 2024, ISBN 978-3-7577-0024-9
- Words unspoken. (Badger Books 1), Piper München 2024, ISBN 978-3-492-06591-7
- Pages unwritten. (Badger Books 2), Piper München 2024, ISBN 978-3-492-06592-4
- Chapters unfinished. (Badger Books 3), Piper München 2025, ISBN 978-3-492-06593-1